# 구연화
구연화(具然和, ?~)는 대한민국의 보건학자이다.준신 가쿠인 대학의 교수로 재직 중이다.